# Smiths Station
Smiths Station è un comune (city) degli Stati Uniti d'America situato nella contea di Lee dello Stato dell'Alabama. Si trova sul confine centro-orientale dell'Alabama, ai confini con la Georgia. È un sobborgo di Columbus e forma un unico agglomerato urbano con Phenix City.
Chiamata spesso semplicemente Smiths, è stata riconosciuta city solo dal 22 giugno 2001. In precedenza Smiths Station era un census-designated place.